# Purnell Pratt
Pour les articles homonymes, voir Pratt.
Purnell B. Pratt est un acteur américain, né à Bethel (Illinois) le 20 octobre 1885; mort à Los Angeles le 25 juillet 1941.

## Filmographie partielle
- 1917 : Seven Keys to Baldpate de Hugh Ford
- 1925 : The Flame Fighter, de Robert Dillon
- 1925 : The Lady Who Lied d'Edwin Carewe
- 1929 : Thru Different Eyes, de John G. Blystone
- 1929 : La Revue en folie (On with the Show!), d'Alan Crosland : Sam Bloom
- 1929 : L'Intruse (City Girl) d'Edmund Goulding : Hector Ferguson
- 1929 : Le Signe sur la porte (The Locked Door), de George Fitzmaurice : L'officier de police
- 1929 : L'Âge ardent (Fast Life), de John Francis Dillon
- 1930 : Il faut payer (Paid), de Sam Wood : Edward Gilder
- 1930 : Terre commune (Common Clay), de Victor Fleming
- 1930 : Sinners' Holiday de John G. Adolfi
- 1930 : Vertige (Puttin' on the Ritz) d'Edward Sloman
- 1930 : The Silver Horde de  George Archainbaud
- 1931 : La Pente (Dance, Fools, Dance), d'Harry Beaumont : Mr Parker
- 1931 : The Public Defender, de J. Walter Ruben
- 1931 : The Prodigal de Harry A. Pollard
- 1931 : Up for Murder de Monta Bell
- 1932 : Scarface, d'Howard Hawks : Mr Garston
- 1932 : Mes petits (Emma) de Clarence Brown
- 1932 : Grand Hotel, d'Edmund Goulding : Zinnowitz
- 1932 : The Famous Ferguson Case, de Lloyd Bacon : George M. Ferguson
- 1933 : Les Gaietés du collège (The Sweetheart of Sigma Chi), d'Edwin L. Marin
- 1933 : Le Long des quais (I Cover the Waterfront), de James Cruze : John Phelps
- 1933 : Midshipman Jack de Christy Cabanne
- 1933 : The Chief, de Charles Reisner : Al Morgan
- 1933 : Un hurlement dans la nuit (A Shriek in the Night), d'Albert Ray : Inspecteur de police Russell
- 1933 : L'Irrésistible (Son of a Sailor), de Lloyd Bacon : Capitaine Briggs (non crédité)
- 1934 : The Witching Hour, de Henry Hathaway
- 1934 : The Show-Off, de Charles Reisner
- 1935 : Un drame au casino (The Casino Murder Case), d'Edwin L. Marin
- 1935 : The Winning Ticket, de Charles Reisner
- 1935 : 1,000 Dollars a Minute, d'Aubrey Scotto
- 1935 : It's in the Air, de Charles Reisner
- 1935 : Mexico et retour (Red Salute), de Sidney Lanfield : General Van Allen
- 1935 : Diamond Jim d'A. Edward Sutherland : le physicien
- 1936 : Hollywood Boulevard, de Robert Florey : Mr. Steinman
- 1936 : Wives Never Know d'Elliott Nugent
- 1936 : Calibre neuf millimètres (Murder with Pictures) de Charles Barton : Éditeur
- 1936 : Le Retour de Sophie Lang (The Return of Sophie Lang) de George Archainbaud
- 1937 : La Furie de l'or noir (High, Wide, and Handsome), de Rouben Mamoulian
- 1937 : L'Homme qui terrorisait New York (King of Gamblers), de Robert Florey
- 1937 : Murder Goes to College, de Charles Reisner
- 1939 : Sous le ciel du Colorado (Colorado Sunset) de George Sherman